# Xian de Shangdu
Pour l’article homonyme, voir Xanadu (palais).
Le xian de Shangdu (商都县 ; pinyin : Shāngdū Xiàn) est un district administratif de la région autonome de Mongolie-Intérieure en Chine. Il est placé sous la juridiction de la ville-préfecture d'Ulaan Chab.

## Démographie
La population du district est de 336 178 habitants en 1999.

## Histoire
Une ville du même nom, Yuan Shangdu, 250 km plus au nord-est (en 42°21′35″ N, 116°10′45″ E) fut, après Karakorum, la capitale de l'empire Mongol, à partir du règne de Kubilai Khan, à partir de 1260 et jusqu'à l'installation de sa cour à Pékin en 1272, lorsque cette ville eut été rebâtie.